# Deorwulf
Deorwulf est un prélat anglais du milieu du IXe siècle. Il est évêque de Londres aux alentours de 860-867.

## Biographie
Deorwulf apparaît dans les sources en 860, sur une charte du roi Æthelberht du Wessex. Sa dernière mention est une fausse charte basée sur une charte authentique du roi Æthelred datant de 867. Sa présence sur les chartes de deux monarques ouest-saxons pourrait impliquer qu'il a choisi d'abandonner l'alliance traditionnelle des évêques de Londres avec la Mercie, dont la puissance est sur le déclin depuis la bataille d'Ellendun (825). Dans les listes épiscopales, Deorwulf figure entre Ceolberht, mentionné pour la dernière fois en 845, et Swithwulf, inconnu par ailleurs. Il subsiste une copie de sa profession de foi adressée à l'archevêque de Cantorbéry Ceolnoth au moment de sa consécration.